# Sedum nudum
Sedum nudum é uma espécie de planta com flor pertencente à família Crassulaceae. 
A autoridade científica da espécie é Aiton, tendo sido publicada em Hort. Kew., ed. 1, 2: 112. 1789.

## Portugal
Trata-se de uma espécie presente no território português, endémica do Arquipélago da Madeira.

## Protecção
Não se encontra protegida por legislação portuguesa ou da Comunidade Europeia.